# Dolmen des Pierres Gouffier
Le dolmen des Pierres Gouffier, désigné ultérieurement sous le nom de dolmen de la Saudraie ou les Trois-Roches des Champs Morgan, est un site mégalithique, situé à Mauron dans le département français du Morbihan, dont la nature réelle demeure incertaine.

## Historique
Le site est signalé une première fois en 1863 par l'archéologue Louis Rosenzweig sous le nom de dolmen des Pierres Gouffier, puis mentionné par le même auteur lors d'une conférence à la Sorbonne en 1868. Selon Rosenzweig, il s'agit d'un dolmen détruit. En 1889, Joseph-Marie Le Mené indique que les Pierres-Gouffier sont situées près du hameau de la Saudraie.
Dans son inventaire des sites mégalithiques de la forêt de Paimpont réalisé en 1896, Félix Bellamy ne mentionne pas le site sous ce nom mais indique un site mégalithique dénommé les Trois-Roches situé auprès des Champs Morgan à proximité du hameau de Folle-Pensée, dont le descriptif est similaire : « Là-haut sur la lande, derrière et à droite de Folle-Pensée, auprès des Champs Morgan, vous apercevez un monument mégalithique détruit, on l’appelle les Trois-Roches. Ce sont trois grosses pierres plates de schiste rouge ; une debout, c’est la seule que l’on voit de loin, et les deux autres couchées au pied de la première ; ce dut être un dolmen. La table, dont la surface est en forme de parallélogramme très allongé, mesure environ 2,80 m dans sa plus grande longueur. Les deux autres sont moins grandes. ».
En 1974, les blocs de pierre constituant le site sont transportés dans le bourg de Mauron pour réaliser un monument commémoratif de la bataille de Mauron. En 1997, le monument ainsi constitué est remplacé par un monument plus contemporain et les pierres sont déplacées là où elles se trouvent actuellement. Dans son inventaire de 1994, Philippe Gouezin mentionne pour la commune de Mauron, l'existence ancienne d'un dolmen situé à l'est-sud-est du hameau de la Saudraie qui aurait été détruit par le remembrement.

## Description
La description et la localisation données par Bellamy correspondent parfaitement au site mentionné sous le nom de dolmen des Pierres Gouffier sur la carte IGN. De même, le dolmen de la Saudraie n'existait plus en tant que tel en 1994 puisque les pierres constituaient alors le monument de la bataille de Mauron. Le site actuel comporte trois grandes dalles en schiste, dont une dressée verticalement. Sur l'une des deux dalles reposant à plat, l'ancien emplacement de la plaque commémorative du monument est encore visible. Si le caractère mégalithique du monument n'est pas remis en question, rien de permet d'affirmer pour autant qu'il s'agisse bien d'un ancien dolmen.

## Folklore
Selon la tradition, les pierres auraient été transportées sur place par une fée ou la sainte Vierge, une sous chaque bras, et la troisième sur son dos, qui en tombant au sol se ficha verticalement dans le sol.